# Geberich
Geberich (? - 350?) byl ve 4. století král východogermánského kmene Gótů. V té době obývali území Dácie v blízkosti řek Marisius, Grisia a na jihu jejich území sahalo až k řece Hister. Toto území pro Góty zajistil jeho předchůdce Ariarich.
Kolem roku 340 přebýval v tomto regiónu i germánský kmen Vandalů pod vedením krále Visimara. Mezi Geberichem a Visimarem došlo k neshodě. Ke středu obou vládců došlo na břehu řeky Marisius. Zde zuřila na chvíli vyrovnaná bitva, ale nakonec byl vandalský král Visimar poražen. Porážka Vandalů vedla k jejich odchodu z území obývaném Goty a následnému hledání a získání povolení usadit se v Panonii.
Gerberich strávil zbytek svého života boji a zemřel okolo roku 350 našeho letopočtu. Jeho následníkem byl Ermanarich.